# 듀 데이트
듀 데이트(Due Date)는 토드 필립스가 감독을 맡은 2010년에 개봉한 미국의 코미디 로드 무비 영화로, 앨런 R. 코헨, 애덤 스트티키엘이 공동 각본을 맡았고, 로버트 다우니 주니어와 잭 갤리피아나키스가 주연으로 출연하였다. 이 영화는 뉴멕시코주 라스크루시스, 조지아주 애틀랜타, 앨라배마주 터스컬루사에서 촬영을 하였다.

## 줄거리
성공한 건축가 피터는 아내가 출산을 앞두고 있어 급히 로스앤젤레스로 돌아가려던 중, 우연히 배우 지망생인 에단과 마주친다. 에단은 돌아가신 아버지의 유골을 그랜드 캐니언에 뿌리기 위해 로스앤젤레스로 가려던 참이었다. 공항에서 에단이 부적절한 발언을 하는 바람에 피터는 비행 금지 명단에 오르고 지갑까지 잃어버리게 된다. 결국 피터는 에단과 함께 로스앤젤레스까지 차를 타고 가기로 한다.
여행 도중 에단이 마리화나를 구입하는 바람에 돈이 거의 바닥나고, 피터는 아내에게 돈을 송금받으려 하지만 에단이 가명으로 송금받는 바람에 문제가 생긴다. 설상가상으로 송금 문제로 서부연합 직원과 싸움까지 벌이게 된다. 피터는 에단을 버리고 혼자 가려 하지만, 에단의 아버지 유골을 차에 두고 온 것을 깨닫고 다시 돌아간다. 양심의 가책을 느껴 결국 에단을 데리고 가기로 한 피터는, 밤새 잠을 못 잔 탓에 에단에게 운전을 맡긴다. 하지만 에단이 졸음운전을 하는 바람에 교통사고가 난다. 피터는 친구에게 도움을 요청해 에단과 헤어지려 하지만, 친구의 설득에 다시 함께 길을 떠난다. 친구 집에서 하룻밤을 묵던 중, 에단은 피터의 아내가 바람을 피웠을지도 모른다는 뉘앙스의 말을 하고, 피터는 아내의 임신 시기를 의심하게 된다. 친구는 실수로 에단의 아버지 유골을 마시고 둘을 쫓아낸다.
친구의 차를 빌려 다시 길을 떠난 피터와 에단은 마리화나에 취해 친해지지만, 에단이 실수로 멕시코 국경까지 가게 된다. 에단은 상황을 수습하겠다고 장담하지만 도망가고, 피터는 마리화나 소지 혐의로 멕시코 경찰에 체포된다. 에단은 트럭을 훔쳐 피터를 탈출시키고, 그 과정에서 여러 차 사고가 발생한다. 피터는 에단을 위해 그랜드 캐니언에 들러 에단이 아버지의 유골을 뿌리도록 돕는다. 그리고 그곳에서 피터는 에단을 버리려 했던 사실을 고백하고, 에단 역시 피터의 지갑과 신분증을 가지고 있었다는 사실을 밝힌다. 피터는 에단을 용서하는 듯했지만 분노에 휩싸여 에단을 공격하고, 그때 아내에게서 곧 출산할 것 같다는 전화가 온다. 병원으로 향하던 중 에단이 실수로 총을 쏴 피터가 총상을 입는다.
피터는 병원에 도착해 의식을 잃고, 아내는 무사히 딸을 출산한다. 피터는 딸의 이름이 '로지 하이먼'으로 지어진 것에 불만을 표한다. 에단은 할리우드 에이전트를 만나러 떠나면서 피터에게 연락하라고 말한다. 마지막 장면에서 에단은 자신이 가장 좋아하는 TV 프로그램에 게스트로 출연하고, 피터와 아내는 딸과 함께 침대에서 그 장면을 시청한다. 에단은 방송 중 피터에게 문자를 보내고, 둘은 친구가 되었음을 보여주며 영화가 끝난다.

## 캐스팅
- 로버트 다우니 주니어 - 피터 하이먼(Peter Highman)
- 잭 갈리피아나키스 - 이던 트렘블레이(Ethan Tremblay) / 이던 체이스(Ethan Chase)
- 미셸 모나한 - 세라 하이먼(Sarah Highman)
- 줄리엣 루이스 - 하이디(Heidi)
- 맷 월시 - 미국 운수보안국(TSA) 요원
- RZA - 항공사 스크리너
- 대니 맥브라이드 - 웨스턴 유니온 직원 로니(Lonnie)
- 토드 필립스 - 베리(Barry)
- 미미 케네디 - 세라의 어머니